# Cyclosa trilobata
Cyclosa trilobata là một loài nhện trong họ Araneidae.
Loài này thuộc chi Cyclosa. Cyclosa trilobata được Arthur T. Urquhart. miêu tả năm 1885.